# مامول شاهمورادیان
سامول سارگسی شاهمورادیان (ارمنی: Սամվել Սարգսի Շահմուրադյան؛  زادهٔ ۲۵ فوریهٔ ۱۹۵۵ - درگذشته ۱۱ سپتامبر ۱۹۹۲)، نویسنده و روزنامه‌نگار اهل ارمنستان بود.

## زندگی‌نامه
وی در ۲۵ فوریهٔ ۱۹۵۵ در ایروان به دنیا آمد و در سال ۱۹۸۰ از دانشگاه دولتی ایروان فارغ‌التحصیل شد. شاهمورادیان در جنگ قره‌باغ حضور داشت.  وی در ۱۱ سپتامبر ۱۹۹۲ در سن ۳۷ سالگی در واغوهاس، استان مارتاکرت درگذشت.